# Savannah (Ohio)
Savannah – wieś w Stanach Zjednoczonych, w stanie Ohio, w hrabstwie Ashland.